# بس ساروق
بش ساروق ساروق، روستایی از توابع بخش احمدآباد شهرستان مشهد در استان خراسان رضوی ایران است. این روستا درمسیر مشهد به ملک آبادودرمجاورت باروستای ده غیبی قراردارد.بش ساروق کلمه ای ترکی هست بش به معنای پنج و ساروق به معنای پارچه ای که داخل آن نان یا چورک گذاشته شده و در بیابان به عنوان سفره استفاده می کنند.

## جمعیت
این روستا در دهستان سرجام قرار دارد و براساس سرشماری مرکز آمار ایران در سال ۱۴۰۲، جمعیت آن ۳۵۰ نفر (۱۳۰خانوار) بوده‌است.